# Sam Katz
Samuel Michael Katz (Rejovot, Israel; 20 de agosto de 1951), más conocido como Sam Katz, es un político y empresario canadiense. De junio de 2004 a noviembre de 2014, fue alcalde de Winnipeg.

## Vida antes de la alcaldía
Katz emigró a Winnipeg en noviembre de 1951 cuando era un niño pequeño junto a sus padres, Chaim y Zena Katz, y su hermano mayor, David, y fue criado en el norte de Winnipeg. Poco después de graduarse en 1973 con una Licenciatura en Artes (BA) en Ciencias Económicas por la Universidad de Manitoba, abrió una tienda de ropa al por menor en Brandon, Manitoba. A lo largo de su carrera continuó sus proyectos empresariales en el sector inmobiliario y de entretenimiento. Su compañía de entretenimiento, Showtime Productions Inc., reunió a artistas como Tina Turner, los Rolling Stones y Paul McCartney, y musicales como Evita, Los miserables y El fantasma de la ópera para Winnipeg.
En 1994, él trajo el béisbol profesional de vuelta a Winnipeg con los Winnipeg Goldeyes, que ahora juegan en la Asociación Americana. A través de esta licencia, se las arregló para la construcción y el éxito de Shaw Park en 1999. Katz fue también fundador de la Fundación Campo de Sueños de Winnipeg Goldeyes, una organización que ha donado más de $ 900.000 a organizaciones benéficas para niños y organizaciones sin fines de lucro en Manitoba.

## Alcalde de Winnipeg
El 22 de junio de 2004, Katz fue elegido como el primer alcalde judío de Winnipeg, superando a Dan Vandal, Al Golden y MaryAnn Mihychuk, recibiendo el 42% de los votos. Esto se produjo después de la renuncia de Glen Murray como alcalde de Winnipeg al comienzo de la elección federal de 2004.
Katz fue reelegido para un segundo mandato en las elecciones de 2006 llevadas a cabo el 25 de octubre de ese año, con el 61,60% de los votos. Fue reelegido para un tercer mandato en las elecciones de 2010 llevadas a cabo el 27 de octubre de dicho año, con el 55% de los votos.

## Honores
En 2002, Katz fue galardonado con la Medalla de oro del jubileo de la Reina. En 2003 recibió el Premio al Alumno Distinguido de la Universidad de Manitoba. En 2004, se le dio el honor más alto de la provincia, la Orden de Manitoba, para demostrar la capacidad de mejorar las condiciones sociales, culturales y el bienestar económico de Manitoba y de sus residentes.

## Vida privada
Katz se casó con Baillie, 15 años más joven que él, con quien ha tenido dos hijas (nacidas en 2001 y 2005). Katz inició los trámites de divorcio con su esposa el 26 de octubre de 2006, un día después de su reelección. Katz está casado con Leah Pasuta, que es treinta años menor que él.